# Quintanilla-Sobresierra
Quintanilla-Sobresierra es una localidad situada en la provincia de Burgos, comunidad autónoma de Castilla y León (España), comarca de Alfoz de Burgos. Su situación administrativa es la de Entidad Local Menor dependiente del ayuntamiento de Merindad de Río Ubierna.

## Datos generales
En 2006 contaba con 73 habitantes. Está situada 17 km al norte de la capital del municipio, Sotopalacios, junto a las localidades de Masa al norte y las de Castrillo de Rucios, Mata y Quintanarrío al sur. En el páramo de Masa y bañada por el río Ubierna, afluente del Arlanzón.
Su término linda al norte con el de Masa, al sur con el de Gredilla la Polera, al este con el de Hontomín y al oeste con el de Montorio. En Quintanilla-Sobresierra nacen los arroyos denominados Jordán y de Fuentemaján ambos afluentes del río Ubierna.

## Comunicaciones
- Carretera:  N-623 de Burgos a Santander por el puerto de El Escudo.

## Fábrica de explosivos
En esta localidad se encuentra la fábrica de explosivos de Páramo de Masa, propiedad de la empresa Explosivos de Burgos (EDB), que a su vez pertenece al Grupo EXPAL (Explosivos Alaveses, S. A). Históricamente, las instalaciones formaron parte de Unión Española de Explosivos (UEE) y, posteriormente, de Unión Explosivos Río Tinto (UERT).
La actividad principal de la instalación se centra en la fabricación de sustancias explosivas, obteniendo como principales productos Goma-1, Goma-2, Goma-2 ECO, Explosivo de Seguridad n.º 9, Riogel EP y Pentrita. En la instalación se distinguen las siguientes áreas:
- Área de fabricación de Dinamitas y área de fabricación de pentrita.
- Área de destrucción de explosivos.
- Área de almacenamiento de productos finales.

Las instalaciones tienen autorización ambiental según la resolución de 19 de noviembre de 2007 de la Dirección General de Prevención Ambiental y Ordenación del Territorio, por la que se hace pública la Autorización Ambiental para instalación de fabricación de explosivos y planta de fabricación de hidrogeles, promovido por Maxamcorp, S.A.U.
Relación de edificaciones
La fábrica está compuesta por los edificios e instalaciones siguientes:
- 30 edificios de fabricación de explosivos.
- 3 almacenes de materias primas.
- 7 depósitos de explosivos.
- 33 depósitos de explosivos.
- Edificio de fabricación de hidrogeles y dependencias anexas (almacenes).

Capacidad de producción de la instalación
La instalación tiene una capacidad de producción máxima de:
- Dinamitas: 21.600 toneladas/año.
- Pentrita: 1.800 toneladas/año o Hexógeno: 900 toneladas/año.
- Explosivos flegmatizados: 1980 toneladas anuales de PETN Flegmatizada y 990 toneladas anuales de RDX flegmatizado.
- Riogel EP: 4.000 toneladas/año.
- Hidrogeles: 24.000 toneladas/año (3 turnos de trabajo).

## Parques eólicos
Parque Eólico «Rabinaldo», 15 aerogeneradores con una potencia a inatalar de 9,9 MW, promovido por Parques de Generación Eólica, S.L. (Coordenadas U T M : 441000-445000/4714000-4717000 ).
Parque Eólico "El Negredo", 9 (aerogeneradores)

## Historia
Lugar que formaba parte, de la Jurisdicción de Río Ubierna en el partido de Burgos, uno de los catorce que formaban la Intendencia de Burgos durante el periodo comprendido entre 1785 y 1833, tal como se recoge en el Censo de Floridablanca de 1787. Tenía jurisdicción de realengo con alcalde pedáneo.
Antiguo municipio de Castilla la Vieja en el Partido de Burgos código INE- 09299 que en el censo de la matrícula catastral contaba con 45 hogares y 172 vecinos. Entre el censo de 1857 y el anterior, crece el término del municipio porque incorpora a 095104 Quintanarrío. Entre el censo de 1981 y el anterior, este municipio desaparece porque se agrupa en el municipio 09906 Merindad de Río Ubierna. En este momento contaba su término con una extensión superficial de 3799 hectáreas y las dos localidades sumaban 57 hogares y 175 vecinos.

## Demografía
| Gráfica de evolución demográfica de Quintanilla Sobresierra entre 1842 y 1970 |
| |
| Población de derecho según los censos de población del INE. Población de hecho según los censos de población del INE.Entre el censo de 1857 y el anterior, crece el término del municipio porque incorpora a Quintanarrío. Entre el censo de 1981 y el anterior, este municipio desaparece porque se agrupa en el municipio Meridad de Rio Ubierna. |

## Edificios de interés
Ermita de Las Nieves en la denominada Cuesta de la Fuente y dos antigos molinos en el río Ubierna aguas abajo.

## Parroquia
Iglesia de San Pedro Apóstol, dependiente de la parroquia de Ubierna, en el Arciprestazgo de Ubierna Úrbel.